# Родина и свобода
Националистический фронт «Родина и свобода», «Патриа и Либертад» (исп. Frente Nacionalista Patria y Libertad; FNPL, PyL) — чилийская ультраправая организация 1971—1973 годов. Стояла на революционно-националистических неофашистских позициях. Выступала за «Третий путь» и корпоративный строй. Отличалась непримиримым антикоммунизмом и антилиберализмом. Создала подпольные боевые группы, вела диверсионно-террористическую борьбу против правительства президента Альенде, блока Народное единство, коммунистов и леворадикалов. Активно участвовала в протестном движении против «Народного единства», поддержала Мятеж «танкетасо». Способствовала успеху военного переворота 11 сентября 1973 года. Распущена через день после прихода к власти генерала Пиночета, но некоторые активисты стали видными функционерами при правлении военной хунты.

## Создание и идеология
1 апреля 1971 ультраправые активисты провели массовый митинг на стадионе Натаниэль в чилийской столице Сантьяго. С установочной речью выступил адвокат Пабло Родригес. Ещё в сентябре 1970 непримиримый антикоммунист и антимарксист Родригес возглавил Гражданский комитет «Родина и свобода». Комитет Родригеса пытался заблокировать парламентское утверждение на посту президента Чили социалиста Сальвадора Альенде, победившего на выборах 1970.
Воспрепятствовать утверждению Альенде не удалось, но в стране выявилась широкая правая оппозиция. Правительство Сальвадора Альенде опиралось на блок Народное единство, в который входили Социалистическая и Коммунистическая партии. Марксистские выступления новых властей вызывали энтузиазм многочисленных сторонников — значительной части рабочих, крестьянской бедноты, левой интеллигенции. Но они же вселяли тревогу, страх и ненависть среди противников — буржуазии, латифундистов, фермеров, среднего класса. Возникала почва для активной поддержки ультраправых сил.
В речи на стадионе Пабло Родригес предложил создать боевую антимарксистскую организацию для борьбы с правящим блоком Народное единство, правительством Альенде, Коммунистической и Социалистической партиями, ультралевым движением MIR. По его инициативе был учреждён Националистический фронт «Родина и свобода» (Frente Nacionalista Patria y Libertad, FNPL); чаще называемый Родина и свобода — Patria y Libertad (PyL).
Идеология «Родины и свободы» основывалась на праворадикальной версии революционного национализма, близкого к неофашизму. Организация выступала с позиций «Третьего пути», яростный антикоммунизм совмещался с антилиберализмом. Программа была изложена в Националистическом манифесте Пабло Родригеса: PyL определялась как организация националистической, корпоративистской, антикоммунистической, антикапиталистической и антиимпериалистической революции.
Организация выступала за авторитарное государство интегрального национализма, «коллективную ответственность и социальную дисциплину», соединение в национальной экономике частной инициативы с рабочим самоуправлением, «органическую функциональную демократию». Особый акцент делался на вовлечение молодёжи в «националистический проект и строительство нового государства». Члены PyL были настроены антиолигархически и часто антиклерикально (хотя в большинстве случаев исповедовали католицизм). Главной и первоочередной задачей PyL ставила свержение «Народного единства», искоренение коммунизма и марксизма.
Этот доктринальный комплекс соединял чилийский национализм XIX века с испанским фалангизмом и ранним итальянским фашизмом (некоторые исследователи усматривают общие черты даже с национал-большевизмом). Среди исторических авторитетов «Родины и свободы» были Хосе Антонио Примо де Ривера, Джованни Джентиле, Отто и Грегор Штрассеры, Диего Порталес Паласуэлос, Хосе Мануэль Бальмаседа, Эрнст Никиш, Жорж Сорель. При этом многие активисты PyL начинали левыми либералами и социалистами, хотя чаще — национал-консерваторами. Но избрание президентом марксиста Альенде, приход к власти «Народного единства» с участием коммунистов стимулировали правый радикализм. Неофашизм представлялся теперь единственной энергичной силой, способной предотвратить превращение Чили в «подобие Кубы и СССР».

Я считаю себя революционером. Что бы ни думало о нас большинство, как бы нас ни демонизировали. «Родина и свобода» была движением революционным, националистическим, антикоммунистическим и антикапиталистическим.

Роберто Тиеме

В организации быстро обозначился идеологический раскол. Радикальные националисты ориентировались на неофашизм и фалангизм, более умеренное крыло было привержено католическому социальному учению, солидаризму и гремиализму. Ультраправых радикалов возглавлял предприниматель Роберто Тиеме, умеренных консерваторов — юрист Хайме Гусман. Пабло Родригес в конечном счёте отдал предпочтение платформе Тиеме, чем и определилось идеологическое лицо PyL. Кроме того, Гусман и его сторонники категорически отвергали насильственные методы борьбы, практикуемые боевиками Тиеме (Гусман настаивал, что PyL не должна перенимать методы MIR).
Эмблемой PyL являлся чёрный паук на белом фоне, напоминающий нацистскую свастику (аллюзия вполне сознательная). Символу придавалось глубокое значение: по краям он имел вид разорванной цепи (освобождение от марксизма и традиционной олигархии); цельная центральная часть означала единение национальной солидарности. Гимн PyL призывал к восстанию во имя народа, родины и свободы — против «марксистского предательства»

## Кадры и структура

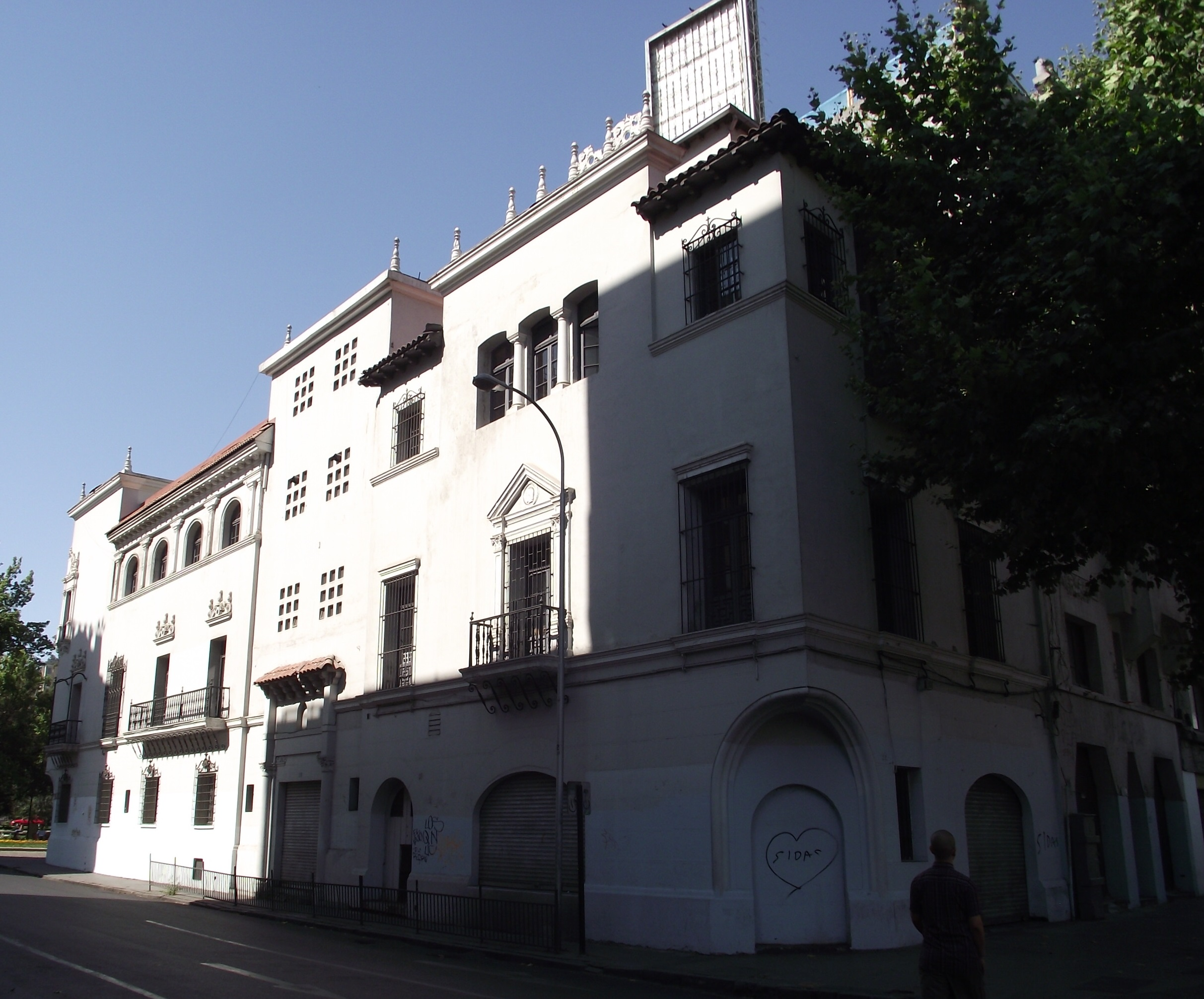
Штаб-квартира Patria y Libertad в Сантьяго

Пабло Родригес определял численность PyL в 10—12 тысяч человек, из которых две-три сотни приходились на Сантьяго. Более реалистичные оценки давали 1—1,2 тысячи активистов, из которых шестьдесят три действовали в Сантьяго. Кадровый костяк составляла молодёжь Сантьяго и Вальпараисо, другими территориальными центрами стали Консепсьон, Чильян, Темуко, Ранкагуа, Араукания.
Обычно активисты происходили из малого и среднего бизнеса, служащих частных фирм, самозанятых, идеологизированной интеллигенции и студенчества. Широко были представлены такие предприниматели, юристы, менеджеры, инженеры, журналисты. К организации примыкали региональные сообщества центральной и южной Чили. Отмечалась важная роль женщин и девушек из средних слоёв — они составляли меньшинство, но их участие и поддержка были очень значимы. Молодёжь привлекалась романтикой прямого действия и национальной революции справа. Вербовались и молодёжь иного характера — представители люмпенства и криминалитета, получавшие денежное вознаграждение за участие в актах насилия.
Высшим руководителем — Национальным Хефе — являлся 33-летний преуспевающий юрист Пабло Родригес. Его лидерство носило неоспоримый харизматический характер, в организации существовал своего рода культ Родригеса. Должность генерального секретаря занимал 28-летний Роберто Тиеме — командир боевых подразделений PyL. Его ближайшими помощниками были 26-летний выпускник военно-морского училища Энрике Арансибиа Клавель и 30-летний инженер-технолог Мигель Сесса. Главным идеологом первоначально выступал 25-летний юрист Хайме Гусман. Казначеем являлся бизнесмен Хуан Эдуардо Уртадо. Пропагандой заведовал 26-летний журналист Мануэль Фуэнтес Вендлинг, в прошлом один из основателей либерально-лаицистской партии Радикальная демократия.
28-летний юрист Эдуардо Диас Эррера курировал организацию в Араукании, среди индейцев-мапуче. 32-летний Эктор Кастильо Фуэнтеальба, сельхозтехник и активист правоконсервативной Национальной партии, руководил организацией в Чильяне. Видными активистами PyL были 21-летний студент-агроном Сесар Баррос, 17-летний Бернардо Матте, сын крупного лесопромышленника. Старшие поколения представляли 56-летний лидер профсоюза владельцев грузовиков Леон Виларин, 57-летний депутат парламента Энрике Кампос Менендес, 45-летний юрист и фермер Виктор Кармине Зуньига. Активен был Женский фронт PyL, во главе которого стояли 29-летняя социолог Мария Оливия Хасмури, 20-летняя офицер чилийской армии Патрисия Клавель (сестра Арансибиа Клавеля), 50-летняя культуролог и писательница Хисела Сильва Энсина.
Организация структурировалась в двенадцати региональных отделениях под командованием трёх национальных штабов, подчинённых высшему руководству в лице Родригеса и Тиеме. Построение осуществлялось в военизированном формате, акцентировалась эстетика милитари. Активисты носили униформу: белая рубашка (блуза), чёрные брюки (юбка), повязка с символикой пауком, рабочая каска. Головной убор символизировал близость к народу и готовность к бою. Рукава закатывались в знак постоянной решимости приступить к действию.
Несмотря на возражения Гусмана и его сторонников, практически сразу PyL создала военизированное крыло. Это направление курировали Роберто Тиеме, Мигель Сесса, Энрике Арансибиа Клавель, лидер Молодёжного фронта PyL Эрнесто Миллер (двоюродный брат Тиеме) и боевик-оперативник Джон Шеффер. К организации примкнули писательница-чилийка Мариана Кальехас и её муж-американец Майкл Таунли — будущая «чета террористов», агенты ЦРУ и ДИНА. Амбиции и авантюрность жены, отчаянная «безбашенность» мужа, пренебрежение дисциплиной и правилами безопасности сильно раздражали руководителей, особенно Родригеса и Фуэнтеса. Однако Кальехас была сильна в агитации, а Таунли оказывал важную помощь в оснащении боевых групп.
Финансирование PyL взяли на себя представители крупного бизнеса и корпоративных объединений. Крупейшими спонсорами выступали строительный магнат Эдуардо Бётч, лесопромышленник Элиодоро Матте-старший, транспортники из профсоюза Леона Виларина. При расколе умеренных с радикалами Бётч покинул организацию, но с 1972 денежные средства стали поступать от ЦРУ и американской военно-морской разведки.
«Родина и свобода» являлась стержневой структурой крайне правой антиальендевской оппозиции. Тесно аффилировались с PyL другие группировки ультраправого подполья — Команда Роландо Матуса (боевая организация Национальной партии), Организованный народный авангард, Солидарность, порядок, свобода, Демократический гражданский союз. Примыкали и более традиционные организации — Националистическое рабочее движение, Национальное христианско-социальное движение, Националистический революционный альянс, Национал-синдикалистское революционное движение — хотя они, как правило, имели более умеренный характер.
Штаб-квартира PyL размещалась в Сантьяго на улице Ирене Моралес, 11. Здание символически находилось на пересечении улицы Ирене Моралес с проспектом Бернардо О'Хиггинса. Особые отношения связывали PyL с немецким поселением Дигнидад (этому способствовало и этническое происхождение Тиеме). Там укрывались преследуемые активисты, складировалось оружие и техническое оборудование, под руководством немецких специалистов тренировались боевики.

## Борьба с правительством Альенде

### Пропаганда и демонстрации
Главной задачей «Родины и свободы» был назван отпор марксистско-тоталитарным тенденциям и свержение правительства Альенде. Пабло Родригес обвинил «Народное единство» в подчинении коммунистической партии, которая грозит «поработить души чилийцев, уничтожить людей, создающих промышленность и торговлю, установить тираническую диктатуру пролетариата, но без самого пролетариата». Лидер PyL характеризовал чилийцев как «природных индивидуалистов, добрых испанских потомков», которые не позволят отнять у себя родину и свободу.
Первоначально основные действия PyL заключались в активной антиправительственной агитации и уличных манифестациях. Пятитысячным тиражом издавалась газета Patria y Libertad под редакцией Фуэнтеса Вендлинга. Кальехас и Таунли организовали радиостанцию Liberación с общенациональным вещанием. Постоянным рупором PyL являлось стране консервативное радио Agricultura, орган ассоциации агробизнеса. Униформированные команды PyL распространяли газеты и листовки. Отдельным направлением были настенные надписи-граффити антиправительственного и антикоммунистического содержания (группы художников действовали как оперативные подразделения).
Фуэнтес Вендлинг старался подстраивать пропаганду под характер аудитории: к жителям столицы были обращены плакаты «Коммунизм — голод и ненависть», к сельским жителям — изображения Девы Кармен — покровительницы Чили. Манифестации проходили униформированным строем, под знаком паука, с пением гимна. Случались ожесточённые уличные столкновения между боевиками PyL и MIR, выливавшиеся в массовые беспорядки. Такие акции вызывали общественный резонанс. PyL рассматривалась как авангард чилийской правой оппозиции.
Пропаганда «Родины и свободы» акцентировала не столько праворадикальные мотивы, сколько защиту демократии, прав человека, законных общественных интересов, нарушаемых «Народным единством». PyL активно участвовала в массовом протестном движении. Своего рода «звёздным часом» чилийских ультраправых стало массовое забастовочное движение 1972—1973, авангардом которого выступал профсоюз владельцев грузовиков во главе с Леоном Виларином. На этой основе сгладились внутренние противоречия в PyL между радикалами и умеренными. Забастовочные комитеты координировали свои действия с боевыми группами PyL. Организующее участие приняла PyL в антиправительственных социальных протестах — «маршах голода», женских «маршах пустых кастрюль».
На парламентских выборах 1973 «Родина и свобода» поддерживала правооппозиционную коалицию Конфедерация за демократию. Коалиция опередила «Народное единство», но не смогла получить большинства, необходимого для парламентского отстранения Альенде. Деятели PyL сделали вывод, что правящее положение обеспечивает правящему блоку электоральный успех. Пабло Родригес высказался в том плане, что административная, информационная и социальная политика правительства ведёт к тому, что «в 1976 году марксисты получат 80 % голосов, поэтому надо действовать до 1976 года».
Ультраправая PyL являлась своеобразным отражением ультралевого MIR, тесно связанного с Кубой. MIR так же практиковало политическое насилие — нападения на правых, экспроприации частной собственности. Между боевиками PyL и MIR завязалась силовая конфронтация с применением оружия. В этом противостоянии был убит чильянский лидер PyL, организатор фермерско-предпринимательской самообороны Эктор Кастильо Фуэнтеальба. В его лице «Родина и свобода» приобрела образ героя-мученика. В перестрелке на митинге в Сантьяго был тяжело ранен Эрнесто Миллер, убит активист PyL Марио Агилар.

### Террористическое подполье
При полемике Тиеме с Гусманом относительно силовых действий Пабло Родригес нашёл «среднее решение»: военная часть в PyL формально не создавалась, но Тиеме и его группа получили негласный карт-бланш на такие действия. Первую силовую группу Тиеме и Сесса сформировали из студенческой секции самообороны Чилийского университета. После ухода Гусмана в организации не стало возражений против политического насилия. Тиеме с санкции Родригеса учредил Оперативный фронт PyL. Эта структура насчитывала около несколько сотен подготовленных и оснащённых боевиков. Тренировали активистов отставные офицеры, обращением с нунчаку обучали южновьетнамские эмигранты.
Оружие для PyL нелегально поступало с армейских и флотских складов. Некоторые видные военачальники — Оскар Бонилья, Эрман Бради, Карлос Форестер, Вашингтон Карраско, Хулио Канесса Роберт — поддерживали тайные связи с гражданскими ультраправыми. Значительную партию полуавтоматических винтовок и револьверов Тиеме закупил в Аргентине на личные средства. Однако большая часть полученного оснащения использовалась активистами для личной и семейной самообороны. Арсенал PyL как организации, по утверждению Фуэнтеса Вендлинга, не очень впечатлял: «Старые дробовики, дуэльные пистолеты… Этим мы не могли напугать даже кошек». Не хватало и обученных стрелков. Более типичным оружием являлись дубинки или нунчаки для уличных драк.
В то же время эффективно применялись изготовленные Таунли СВУ. Действовала собственная разведслужба, перехватывавшая радиопереговоры полиции. Под командованием Тиеме, Миллера и Шеффера боевики «Родины и свободы» совершили по всей стране десятки диверсий и террористических атак — взрывы на энергетических и транспортных объектах, нападения на боевиков MIR и функционеров «Народного единства», разгромы офисов КПЧ. Арансибиа Клавель зачастую маскировал теракты PyL под акции «фейковых» организаций, иногда под левацкими лозунгами. Последние два-три месяца правления «Народного единства» ситуация в Чили напоминала гражданскую войну.
В марте 1973 боевики PyL совершили теракт, известный как «Операция „Антенна“». Священник Рауль Асбун руководил в Консепсьоне вещанием антиправительственного 13-го телеканала Католического университета Чили. Правительство глушило эти передачи. Асбун обратился в штаб-квартиру PyL с просьбой снять глушение путём диверсии. Задание было поручено Майклу Таунли с двумя подчинёнными. Технически задача была выполнена, но при этом Таунли убил случайного свидетеля. После этого Кальехас и Таунли бежали из Чили, ряд активистов и сторонников PyL подвергся уголовному преследованию (полицейские допросы проводились в весьма жёсткой форме, иногда с применением электротока). За PyL утвердилась негативная репутация фашистской террористической организации.
Наиболее известная акция PyL — убийство Артуро Арайя 27 июля 1973, военно-морского адъютанта президента Альенде. Полной ясности по этому событию нет, однако предполагается, что акцию осуществила группа боевиков PyL и Команды Роналдо Матуса во главе с Гильермо Клавери (впоследствии выяснилось, что участники этой группы ранее были исключены из PyL распоряжением Тиеме за нарушения дисциплины). Члены PyL считаются причастными к убийству генерала Рене Шнейдера, хотя генерал был убит до официального учреждения организации (предполагается, что к этой акции имели отношение генерал Роберто Марамбио, Энрике Арансибиа Клавель и ультраправый активист Эдуардо Авилес, впоследствии крупный парагвайский агробизнесмен).

### Перед переворотом
16 января 1973 «Родина и свобода» объявила «всеобщее гражданское наступление на марксистское правительство». 11 марта, вскоре после неудачных для оппозиции выборов, Пабло Родригес выступил с зажигательной речью на митинге в Сантьяго. 25 мая нелегальный съезд в Темуко призвал к националистической революции. Была взята установка на максимально интенсивное антиправительственное насилие. При этом руководство PyL не рассчитывало добиться цели собственными силами. Ставилась иная задача — подтолкнуть вооружённые силы Чили к государственному перевороту.

Физическое насилие в отношении популярных лидеров «единства», ликвидации марксистов, психологическая война в дополнение к нападениям на мосты и железные дороги — всё это готовило условия для военных, которые сделали свой шаг 11 сентября.

Эрнесто Миллер

Организацию PyL в Консепсьоне возглавлял отставной офицер чилийской армии Хорхе Супер. Он отличался публичной агрессивностью и вызывал особую ненависть политических противников. На консепсьонских демонстрациях «Народного единства» исполнялась песня с призывом повесить Супера. Двое его сыновей тоже состояли в PyL. Третий — подполковник Роберто Супер — командовал в Сантьяго 2-м танковым полком. 29 июня 1973 подполковник Супер поднял военный Мятеж «танкетасо» и попытался отстранить от власти президента Альенде. «Родина и свобода» активно поддержала это выступление. Но мятеж был подавлен лояльными армейскими частями, после чего Пабло Родригес с группой других руководителей PyL скрылись в эквадорском посольстве и эмигрировали из Чили. Поражение «танкетасо» ввергло PyL в растерянность. Особенно деморализовала лояльность армии правительству Альенде.
Эмиграция Родригеса и его окружения ослабила организацию. В августе погиб в автокатастрофе Мигель Сесса. Ранее Роберто Тиеме инсценировал свою смерть и через Дигнидад тайно перебрался в Аргентину. Ему удалось сформировать отряд из примерно пятисот эмигрантов для вторжения в Чили извне. Но ситуация менялась, в Чили явно надвигалось решающее столкновение. Тиеме открыто вернулся и фактически спровоцировал собственный арест. Был подвергнут жёсткому допросу у начальника службы безопасности Альенде Макса Марамбио.

## После роспуска при хунте
11 сентября 1973 правительство «Народного единства» было свергнуто военным переворотом Аугусто Пиночета. Сальвадор Альенде покончил с собой при штурме президентского дворца Ла-Монеда. К власти пришла правительственная хунта, установилось многолетняя военная диктатура. Активисты «Родины и свободы» приветствовали переворот и активно поддержали новый режим.
Однако уже 13 сентября 1973 вернувшийся из эмиграции Пабло Родригес заявил о роспуске «Родины и свободы». Формально её задачи считались выполненными. Кроме того, хунта не намеревалась терпеть вооружённых гражданских союзников с опытом террористического подполья. Это решение Хефе произвело на активистов шокирующее впечатление. При этом большинство из них оказались без работы, без заработка и с криминально-террористической репутацией.
В то же время некоторые лидеры и активисты PyL были включены в аппарат военного режима. Пабло Родригес стал доверенным политическим советником Пиночета. Хайме Гусман стал юридическим консультантом при хунте, одним из авторов Конституции Чили. Эдуардо Бётч возглавил правительственный секретариат по делам профсоюзов и корпораций (секретарём этого ведомства стал Мисаэль Гальегильос, лидер близкого к PyL национал-синдикалистского движения MRNS). Энрике Арансибиа Клавель служил в тайной полиции ДИНА и СЕНИ. Луис Пальма Рамирес, Сильвио Трухильо Миранда, Роберто Фуэнтес Моррисон и ряд других вошли в состав Comando Conjunto — сводной оперативной группы разведорганов ВВС, ВМФ, карабинеров, полицейского следствия и гражданских ультраправых, совершившей серию похищений и убийств коммунистических подпольщиков.
Деятели «Родины и свободы» поддерживали антикоммунистическую политику Пиночета. Они выступали проводниками жёсткого репрессивного курса, вводили в пропаганду режима профашистские элементы. Пабло Родригес настоял на запрете даже Христианско-демократической партии, первоначально поддержавшей переворот. С 1983 активисты PyL, в том числе Пабло Родригес, участвовали в создании и деятельности крайне правых организаций Движение национального действия и Национальный аванпост. Однако ультраправые из PyL, особенно типа Тиеме, далеко не во всём солидаризировались с политикой Пиночета. Корпоративистская идеология «Родины и свободы» включала заметные коллективистские и антикапиталистические элементы. «Родина и свобода» добивалась распространения корпоративной собственности работников и «функциональной демократии» — создания корпоративных органов государственного управления. Это входило в противоречие с принципами военной диктатуры и неолиберальной экономической политики Пиночета.
Некоторые лидеры PyL позволяли себе критические высказывания о политике военных властей. Они осуждали экономический либерализм, однозначную ориентацию на частный капитал, открытие чилийской экономики для иностранного проникновения. Наиболее жёстким оппозиционером с первых дней нового режима стал Роберто Тиеме, возмущённый жестокими расправами, пытками и убийствами — на его взгляд, совершенно не нужными после одержанной победы. Репрессиям такие деятели не подвергались, но были выведены из политики. Тиеме имел серьёзную беседу в Арике: генерал Одланьер Мена напомнил ему о судьбе Мануэля Родригеса, убитого по приказу Бернардо О'Хиггинса именно после общей победы. Очерк истории PyL, написанный Мануэлем Фуэнтесом Вендлингом, запретила режимная цензура. Ксерокопированные экземпляры изымались полицией, автору пригрозили отправкой на остров Досон. Командующий чилийскими ВВС Густаво Ли Гусман, наиболее близкий по взглядам к PyL, в 1978 был выведен из состава хунты.
С другой стороны, идеология режима во многом основывалась на правоконсервативной концепции гремиализма (гильдизма), разработанной Хайме Гусманом. Позиции Гусмана во многом совпадали с PyL, но категорически отвергали фашистские крайности. Со своей стороны, ультраправые обвиняли Гусмана и самого Пиночета в антинациональной политике, ориентации на «экономические группы, присвоившие ресурсы Чили». Решительным противником режима стал Роберто Тиеме, называющий Пиночета «предателем национализма».

## Современное наследие
В демократической Чили ультраправые превратились в маргинальный политический сектор. Их активность свелась к уличному хулиганству «скинхедского» толка. Правоконсервативные силы влиятельны, но не склонны к радикализму. Бывшие лидеры PyL в основном отошли от политики, занимаясь юриспруденцией, бизнесом, наукой, культурой, литературой, журналистикой. Элементы идеологии «Родины и свободы» просматривались в программах Независимого демократического союза и Альянса за Чили. Пабло Родригес оставался личным другом и авдокатом генерала Пиночета. В декабре 2006 ветераны PyL и их сторонники провели массовую акцию, явившись отдать последний долг при кончине Пиночета.
В середине 2000-х годов чилийские власти возобновили расследования терактов, совершённых боевиками «Родины и свободы». Был привлечён к ответственности Роберто Тиме, однако дело не было доведено до суда. В 2005 году арестован бывший боевик PyL Хуан Патрисио Касерес, обвинённый в похищении и убийстве сторонника правительства «Народного единства» Хуана Эредиа. В 2017 по аналогичным обвинениям подан иск против Рауля Асбуна.
Раскол между ветеранами PyL обозначился на студенческих протестах 2011—2013. Пабло Родригес осудил протестующих с консервативных позиций. Роберто Тиеме солидаризировался с протестами в специальном заявлении, причём провёл прямую связь с национал-революционной традицией «Родины и свободы».

Как бывший националистический лидер и гражданин нашей страны объявляю о полной поддержке социального движения. Убеждён, что граждане, сознающие свои демократические права, добьются равенства, справедливости и подлинного развития. Тот, кто пытается приписать Patria y Libertad тёмные реакционные цели, не заслуживает звания свободного националиста.

Роберто Тиеме

На рубеже 2010—2020-х отмечались попытки воссоздать «Родину и свободу» как ультраправую антикоммунистическую организацию. Это явилось следствием дестабилизации при и массовых протестах 2019. Был сожжён офис компартии в Чильяне, устроены ещё несколько поджогов, разрушений мемориальных знаков, нападений на коммунистов. Ответственность взяла на себя некая Бригада Мануэля Контрераса. Символика PyL стала появляться в соцсетях, на стенах общественных зданий, на уличных демонстрациях правых движений. Обозреватели с тревогой заговорили о «реставрации правого авторитаризма и фашизма» в противостоянии социализму XXI века. Потребовалось специальное заявление Пабло Родригеса, заверившего, что он не собирается восстанавливать Patria y Libertad.